# La casa de los cuervos (película de 1923)
La casa de los cuervos es una película sin sonido de Argentina filmada en blanco y negro dirigida por Eduardo Martínez de la Pera y Enrique Gunche sobre su propio guion basado en la novela homónima de Gustavo Martínez Zuviría que se estrenó en 1923.
Otro filme con igual título sobre la misma novela  dirigida por Carlos Borcosque se estrenó el 29 de abril de 1941 y que tuvo como protagonistas a Amelia Bence, Silvia Legrand, Elsa O'Connor y Luis Aldás.

## Críticas
Dice Jorge Finkielman que la película:

”Guardó fidelidad a la novela original, fue filmada en los lugares indicados en el libro y mostró los edificios coloniales correspondientes a la época en que transcurre la acción.” 